# René Klaassen
René Nico Hubertus Klaassen (ur. 4 marca 1961 w Velp) – holenderskI hokeista na trawie. Brązowy medalista olimpijski z Seulu.
Występował w obronie. W reprezentacji Holandii zagrał 126 razy (3 bramki) w latach 1984-1990. Zawody w 1988 były jego drugimi igrzyskami olimpijskimi, startował również w IO 84. Brał udział w turniejach Champions Trophy, w 1987 został mistrzem Europy, a w 1990 mistrzem świata.